# Talavera de la Reyna
Talavera de la Reyna (keczua Talawira) – peruwiańskie miasto, znajdujące się w prowincji Andahuaylas, w regionie Apurímac, w dystrykcie Talavera de la Reyna.

## Liczba ludności z biegiem lat
| 1993 | 2005 | 2010 |
| ---- | ---- | ---- |
| 6567 | 7753 | 8198 |